# Pertusiconcha
Pertusiconcha is een geslacht van tandschelpen uit de  familie van de Entalinidae.

## Soorten
- Pertusiconcha callithrix (Dall, 1889)
- Pertusiconcha tridentata Chistikov, 1982